# Erős Zoltán
Erős Zoltán (Budapest, 1948. április 12. –) író, újságíró, irodalomtörténész, a Füles magazin volt főszerkesztője.

## Élete
Erős Zoltán és Sztán Anna gyermekeként született.
1973-1975 között elvégezte a MÚOSZ újságíró akadémiáját. 1977-ben a Magyar Televízió Vitray-stúdióját. Az Eötvös Loránd Tudományegyetemen 1971-1977 között magyar–népművelést tanult. 1981-ben bölcsészdoktori oklevelet szerzett. Doktori disszertációjának témája: Az újságíró Benedek Elek.
Volt vasesztergályos, könyvesbolti eladó, könyvpropagandista, műszaki szerkesztő. 1963-1966 között  Diósgyári Munkásnál volt pályakezdő újságíró. 1971-1973 között az Érdekes Könyvújdonságok munkatársa volt. 1973-1975 között a Budapesti Közlekedési Hírlap munkatársa volt. 1975-1977 között az Ifjúsági Lapkiadó Vállalat szerkesztőjeként dolgozott. 1976–1980 között a Magyar Hírlap, a Népszava állandó külső munkatársa volt. 1977-1988 között a SZOT munkatársa és a Mai Magazin rovatvezetője volt. 1988-1989 között a Válaszlevelezőlap főszerkesztő-helyetteseként dolgozott. 1989-1994 között a 168 Óra vezető szerkesztője volt. 1993-2000 között a Színes RTV vezető szerkesztője, majd főszerkesztő-helyettese volt. 2000-2009 között a Füles magazin főszerkesztője volt.

## Családja
Felesége dr. Bereczki Edit főorvos. Gyermekei: Erős Csaba (1973) zongoraművész, zeneszerző és Erős Balázs (1975) színházi producer, dramaturg.

## Munkássága

### Könyvei
- Az ismeretlen Benedek Elek (Magvető Kiadó, 1981)
- Magyar irodalmi helynevek A-tól Z-ig (Móra Ferenc Könyvkiadó, 1985; bővített kiadások: Kis-Lant Kiadó, 1995; Akkord Kiadó, 2004)
- Mit hagytak ránk a századok (társszerző – Gondolat Kiadó, 1985)
- Rejtvényböngészde (Idegenforgalmi Propaganda és Kiadó Vállalat, 1986; bővített kiadások: K.u.K. Kiadó, 1990, 1994, 1996, 2000, 2004)
- Fejjáték I-II. (Saxum Kiadó, 2000)
- Út a milliókhoz (Saxum Kiadó, 2001)
- Kivételes kvízözön (Sanoma Budapest Zrt., 2005),
- Rejtvényregény – A Füles 50 éve (szerkesztő, Sanoma Budapest Zrt., 2006)
- Magyar történelmi helynevek A-tól Z-ig (Sanoma Budapest Zrt., 2008)
- Új rejtvényböngészde; 3. frissített, bőv. kiad.; Central Médiacsop., Bp., 2016
- Magyar írók titkai (megjelenés előtt)
- Szabó Magda-életrajz (megjelenés előtt)

### Újságírói tevékenysége
Elsősorban kulturális interjúk, könyvrecenziók és kultúrtörténeti ismeretterjesztő cikkek írása.

### Televízió
A Valamit visz a kvíz című telefonos vetélkedő vezetése a Budapest Televízióban

## Közéleti tevékenysége
A MÚOSZ etikai bizottságának tagja

## Kitüntetés
- 1985: a legjobb olvasásnépszerűsítő tevékenységért
- 1991: Kollektív Pulitzer-emlékdíj (168 óra)

## Érdekességek
A Kivételes kvízözönben 15 000 kérdést és választ írt le. A Magyar irodalmi helynevek műfajteremtő munka, ilyen szempontból még nem dolgozták fel a hazai irodalmi földrajzi neveket.